# Broniewski (album)
Broniewski – polski album muzyczny wydany 8 kwietnia 2006 przez Rockers Publishing zawierający utwory nagrane przez różnych wykonawców do tekstów Władysława Broniewskiego.

## Lista wykonawców i utworów
1. Władysław Broniewski – Bezrobotny (2:13)
2. Andy – Przypływ (3:32)
3. Świetlicki & Ostrowski & Click – Bagnet na broń (4:08)
4. Pustki – Przekwitanie (2:59)
5. Meble – Rozmowa z historią (3:22)
6. Mass Kotki – Piosenka dziewczyny. Walc (4:24)
7. Muniek Staszczyk + Pustki – Kalambury (2:32)
8. Przyzwoitość – Dąb (4:58)
9. Paresłów – Ulica Miła (3:24)
10. Cukunft – Troska i pieśń (4:57)
11. Starzy Singers + Świetlicki – [Szedł Glinka] (5:40)
12. Brudne Dzieci Sida – [Druga w nocy] (1:01)
13. Adam Olszewski – Łódź (4:29)
14. Moja Adrenalina – Twarde ręce (3:19)
15. Siostry Wrońskie – Ballady i Romanse (2:58)
16. Eldo – [Mury, bruki] (2:15)
17. Budyń – Bezsenność (4:49)
18. Brudne Mięso – Posłuchajcie tej prośby. W parku (2:14)
19. Helsinki – Wisła (3:58)
20. Pidżama Porno – Nocny gość (6:06)